# Etruskische Vasenmalerei
Die Etruskische Vasenmalerei gab es vom 7. bis zum 4. Jahrhundert v. Chr. Sie orientierte sich sehr stark an der griechischen Vasenmalerei. Daneben waren die Etrusker auch die Hauptabnehmer für die griechischen Keramikexporte außerhalb Griechenlands. Bei den Etruskern gehörten reich verzierte Vasen zum Grabinventar Verstorbener.

## Schwarzfigurige Vasenmalerei

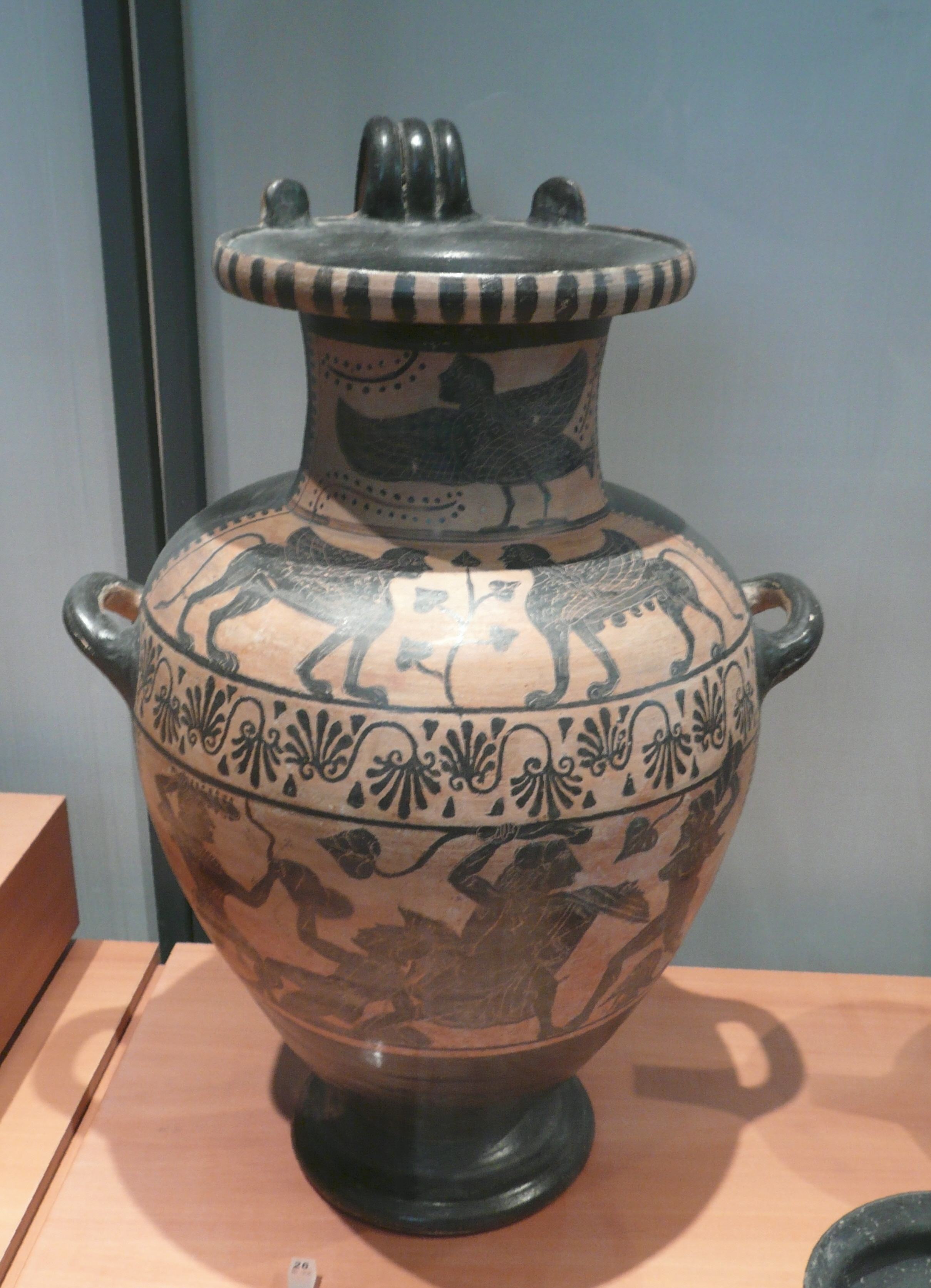
Etruskisch-schwarzfigurige Hydria

Eine eigene Produktion etruskischer Vasen setzte wohl im 7. Jahrhundert v. Chr. ein. Die Vasen orientierten sich zunächst an schwarzfigurigen Vorbildern aus Korinth und Ostgriechenland. Es wird angenommen, dass in der Frühphase vor allem griechische Einwanderer die Produzenten waren. Der erste bedeutende Stil war die Pontische Vasenmalerei. Danach folgten in der Zeit zwischen 530 und 500 v. Chr. der Micali-Maler und dessen Werkstatt. Sie schufen vor allem Amphoren, Hydrien und Kannen. Diese zeigen meist Komasten, Symposien und Tierfriese. Seltener sind es Mythenbilder, die allerdings sehr sorgfältig gestaltet werden. Zu dieser Zeit orientierten sich etruskische Künstler schon eher an attischen Vorbildern. Das Ende des schwarzfigurigen Stils ist um 480 v. Chr. Zuletzt entwickelte sich der Stil manieristisch und hin zu einer wenig sorgfältigen Silhouettentechnik.

## Rotfigurige Vasenmalerei

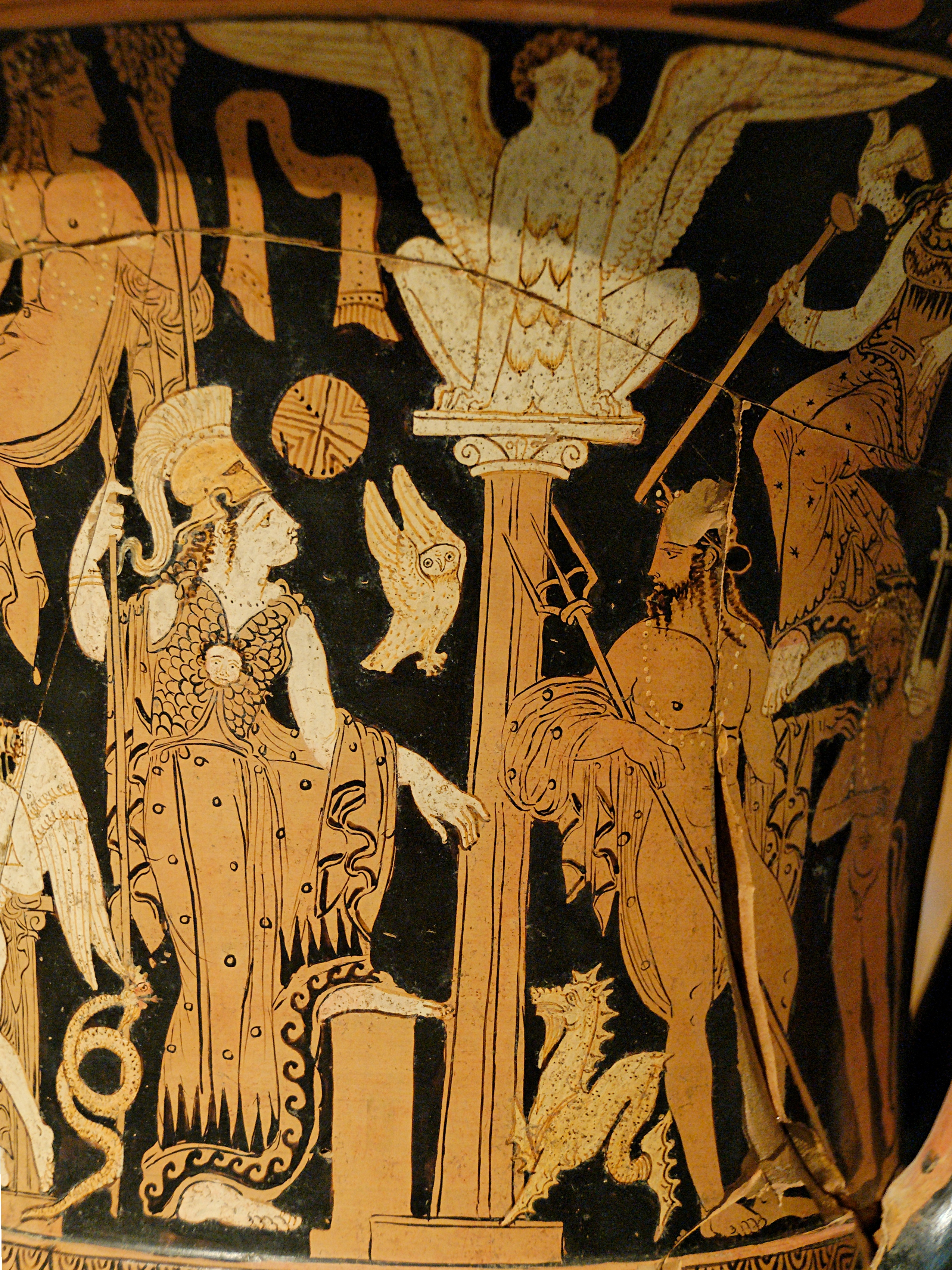
Athena und Poseidon auf einem Volutenkrater des Nazzano-Malers, um 360 v. Chr.

Eine nachahmende Übernahme des rotfigurigen Stils entwickelte sich in Etrurien erst um 490 v. Chr. und somit fast ein halbes Jahrhundert nach seiner Entwicklung. Diese frühen Produkte werden auf Grund ihrer Maltechnik als pseudo-rotfigurige etruskische Keramik bezeichnet. Erst gegen Ende des 5. Jahrhunderts v. Chr. wurde auch die echte rotfigurige Technik in Etrurien eingeführt. Für beide Stilrichtungen konnten zahlreiche Maler, Werkstätten und Produktionszentren nachgewiesen werden. Die Produkte wurden nicht nur für den lokalen Markt produziert, sondern nach Malta, Karthago, Rom und an die ligurische Küste verkauft.

### Pseudo-rotfigurige Vasenmalerei
Bei frühen Gefäßen dieses Stils wurde die rotfigurige Maltechnik nur imitiert. Wie bei manchen frühen attischen Vasen wurde auch hier der gesamte Gefäßkörper mit schwarzem Glanzton überzogen und die Figuren nachträglich mit rot oxidierenden oder weißen Erdfarben aufgemalt. Im Gegensatz zur gleichzeitigen attischen Vasenmalerei wurde der rotfigurige Effekt also nicht durch Aussparen des Malgrundes erzielt. Die Binnenzeichnungen wurden dann wie in der schwarzfigurigen Vasenmalerei durch Einritzungen ersetzt und nicht zusätzlich aufgemalt. Bedeutende Vertreter dieser Malweise waren der Praxias-Maler und andere Meister seiner Werkstatt, die in Vulci stand. Trotz offensichtlich guter Kenntnisse der griechischen Mythologie und Ikonografie – die jedoch nicht immer exakt umgesetzt wurden – gibt es keine Hinweise, dass die Werkstattmeister aus Athen eingewandert waren. Nur beim Praxias-Maler lassen bei vier seiner Vasen aufgemalten Inschriften in griechischer Sprache Vermutungen zu einer Herkunft aus Griechenland anstellen.
Der pseudo-rotfigurige Stil war in Etrurien keine Erscheinung der Frühzeit, wie etwa in Athen. Besonders im 4. Jahrhundert v. Chr. spezialisierten sich einzelne Werkstätten auf diese Technik, obwohl zur gleichen Zeit die echte rotfigurige Vasenmalerei in etruskischen Werkstätten verbreitet war. Zu nennen sind die Werkstätten der Sokra- und der Phantom-Gruppe. Die etwas ältere Sokra-Gruppe bevorzugte Schalen, deren Innenbilder Darstellungen mythischer Themen der Griechen, aber auch etruskische Inhalte boten. Motive der Phantom-Gruppe stellten meist Mantelfiguren in Kombination mit Pflanzen- und Palmettenkompositionen dar. Die zugehörigen Werkstätten beider Gruppen werden in Caere, Falerii und Tarquinia vermutet. Die Phantom-Gruppe produzierte ihre Waren bis ins frühe 3. Jahrhundert v. Chr. Der sich wandelnde Geschmack der Käuferschichten brachte wie für die rotfigurige Vasenmalerei generell auch für diesen Stil das Ende.

### Rotfigurige Vasenmalerei
Erst gegen Ende des 5. Jahrhunderts v. Chr. wurde die echte rotfigurige Maltechnik mit ausgesparten tongrundigen Figuren in Etrurien eingeführt. In Vulci und Falerii entstanden die ersten Werkstätten, die in dieser Technik auch für das Umland produzierten. Attische Meister standen wahrscheinlich hinter den ersten Werkstattgründungen, doch lässt sich auch unteritalischer Einfluss auf den frühen Gefäßen nachweisen. Bis ins 4. Jahrhundert v. Chr. beherrschten diese Werkstätten den etruskischen Markt. Meist mythologische Szenen wurden auf groß- bis mittelformatigen Gefäßen wie Krateren und Kannen dargestellt. Im Verlauf des Jahrhunderts begann die faliskische Produktion jene aus Vulci an Umfang zu übertreffen. In Chiusi und Orvieto entstanden neue Zentren der Produktion. Vor allem Chiusi mit seinen Trinkschalen der Tondo-Gruppe, die meist dionyische Themen in der Innenschale darstellten, gewann an Bedeutung. In der zweiten Hälfte verlagerte sich die Produktion nach Volterra. Vor allem Stangenhenkelkratere, sogenannte Keleben, wurden hergestellt und anfangs aufwendig bemalt.

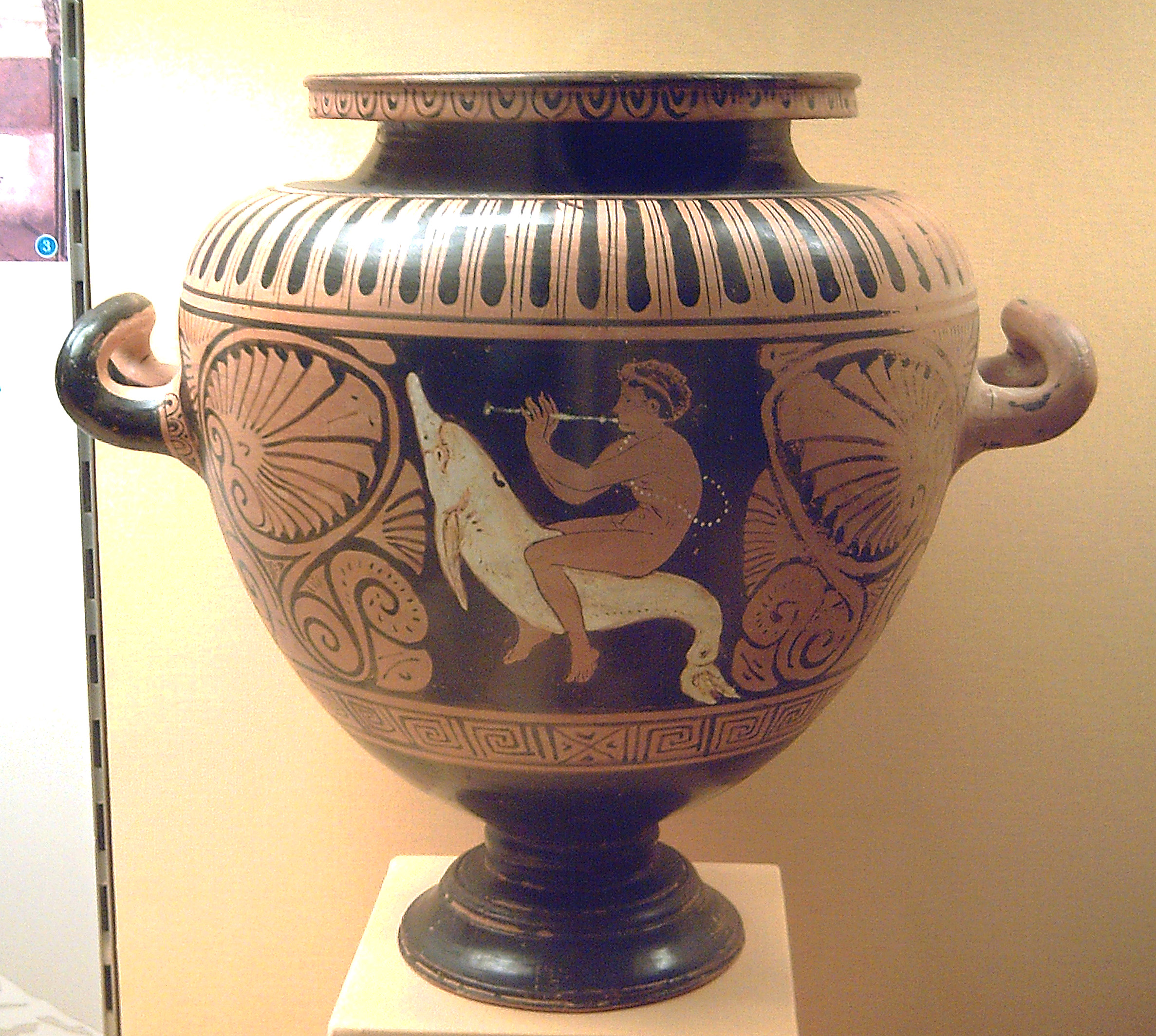
Jüngling spielt auf einer Flöte und reitet einen Delphin. Stamnos, um 360/40 v. Chr.

In der zweiten Hälfte des 4. Jahrhunderts v. Chr. verschwanden die mythologischen Themen aus dem Repertoire etruskischer Vasenmaler. An ihre Stelle traten Frauenköpfe, figürliche Darstellungen von höchsten zwei Personen. Ornamente und florale Motive breiteten sich stattdessen auf den Gefäßkörpern aus. Nur ausnahmsweise kehrten noch große Kompositionen wieder, etwa die Amazonomachie auf einem Krater des Den-Haag-Funnel-Gruppe-Malers. Die zunächst noch umfangreiche Produktion faliskischer Gefäße verlor ihre Bedeutung an das neu entstandene Produktionszentrum von Caere. Wahrscheinlich von faliskischen Meistern gegründet und ohne eigenständige Tradition, wurde Caere zum dominierenden Hersteller rotfiguriger Vasen Etruriens. Einfach bemalte Oinochoen, Lekythen, Trinkschalen etwa der Torcop-Gruppe und kleine Teller der Genucuilia-Gruppe gehörten zum Standardrepertoire ihrer Produktion. Die Produktionsumstellung auf Schwarzfirnisvasen am Ende des 4. Jahrhunderts v. Chr., die dem Geschmack der Zeit eher entsprachen, brachte auch in Etrurien das Ende der rotfigurigen Vasenmalerei.